# Тразако
Траза̀ко (на италиански: Trasacco) е градче и община в Южна Италия, провинция Акуила, регион Абруцо. Разположено е на 685 m надморска височина. Населението на общината е 6252 души (към 2010 г.).